# Niccolò II Sanudo
Niccolò II Sanudo (zm. 1374) – wenecki władca Księstwa Naksos w latach 1364-1371. 

## Życiorys
Był synem Guglielmazzo Sanudo, władcy Gridii (wnukiem Marco II Sanudo). 